# Gonyleptes recentissimus
Gonyleptes recentissimus is een hooiwagen uit de familie Gonyleptidae.